# Hang Thẳm Luông Tông Lạnh
Hang Thẳm Luông, hang Thẩm Luông hay hang Bản Thẳm là hang ở bản Thẳm xã Tông Lạnh huyện Thuận Châu tỉnh Sơn La, Việt Nam.
Hang dạng karst trong khối núi đá vôi, được đục thông thành hang luồn nhân tạo. Tên hang theo các tiếng thuộc Ngữ hệ Tai-Kadai có nghĩa là "hang lớn", phát âm  là "thẩm" hoặc "thẳm" tùy theo vùng và cách chuyển âm sang tiếng phổ thông.

## Vị trí
Hang Thẳm Luông ở cách Quốc lộ 6 cỡ 300 m. Hang vốn là karst tự nhiên, nhìn từ xa trông như một cái hầm chui nằm giữa lưng chừng núi. Năm 1964 trong thời kỳ kháng chiến chống Mỹ bộ đội Việt Nam đã cải tạo phá đá mở đường dẫn lên, và dùng hang làm nơi cất giấu vũ khí bí mật. 
Năm 1966 hang đá được đục thông thành con đường mòn nhỏ xuyên qua núi, có chiều dài 500 m. Ngày nay, nơi đây đã trở thành con đường qua lại của hàng chục hộ dân của bản Thẳm, có thể đi xe máy được.

## Kỷ lục Việt Nam
Theo trang VietKings về Kỷ lục Việt Nam, thì đường xuyên qua núi có chiều dài 500 m của hang Bản Thẳm là "đường xuyên núi dài nhất Việt Nam" (không tính đến hầm đường bộ cho xe cơ giới).